# Argo (huyện)
Argo là một huyện thuộc tỉnh Badakhshan, Afghanistan. Dân số thời điểm năm 1999 là 45.200 người.